# ستوولووا
ستوولووا (به لاتین: Stvolová) یک منطقهٔ مسکونی در جمهوری چک است که در ناحیه بلانسکو واقع شده‌است. ستوولووا ۳٫۷۴ کیلومتر مربع مساحت و ۱۳۸ نفر جمعیت دارد و ۳۵۱ متر بالاتر از سطح دریا واقع شده‌است.